# Колошка
Колошка (рус. Колошка) река је на северозападу европског дела Руске Федерације. Протиче преко преко територија Волотовског и Сољчанског рејона на западу Новгородске области. Десна је притока реке Шелоњ, те део басена реке Неве и Балтичког мора.
Укупна дужина водотока је 48 km, док је површина сливног подручја 413 km². Најважнија притока је река Иловка (дужине тока 27 km) која сеулива у колошку неких 700 метара узводно од њеног ушћа у Шелоњ. Укупан пад је око 60 метара.